# Веччия Вальери, Лаура
Лаура Веччия Вальери (итал. Laura Veccia Vaglieri; 1893 — 19 августа 1989, Рим) — итальянский лингвист, исламовед и историк, востоковед-арабист, переводчица

. Одна из авторов второго издания фундаментальной «Энциклопедии ислама».

## Биография
Родилась в 1893 году в семье эпиграфиста Данте Вальери. С молодого возраста интересовалась историей ислама, восточными и древними семитскими языками. Позже поступила в Римский университет, где на тот момент трудился её отец, где уже профессионально изучала семитские языки, в частности арабский, под руководством Челестино Скриапелли и Игнацио Гвиди. Хотя Лаура изучала историю Ближнего Востока в целом, отдельно её интересовала современная история и её взаимосвязь с тем, что произошло века назад. Закончив обучение, она приступила к своему первому важному труду — популярному учебнику арабской грамматики. Всего было опубликовано два тома с разницей в 44 года — в 1937 и в 1961 годах. Широкое распространение также получил её труд «Apologia dell’islamismo», посвящённый истории ислама как религии. Кроме этого Лаура активно переводила работы исламских мыслителей.
Накануне Второй мировой войны Лаура занималась подготовкой арабскому языку молодых специалистов, которые хотели получить места в итальянских арабоязычных землях, например, в Ливии. С 1921 года принимала участие в работе Института Востока в Риме, выступала соредактором его журнала Oriente Moderno, а также публиковала там статьи, посвящённые актуальным политическим событиям. В дальнейшем работала на разных должностях (вплоть до профессорской) на восточном факультете Неаполитанского университета, где приняла участие в работе над вторым изданием «Энциклопедии ислама» и над географическим магнум опусом, посвящённым Востоку, на основе работ Шарифа аль-Идриси. В 1964 году её удостоили фестшрифта.
Скончалась 19 августа 1989 года в Риме, Италия.

## Работы
- Laura Veccia Vaglieri & Virginia de Bosis[итал.]. Testi giuridici relativi all' «inzāl» ed altri diritti «in re aliena» nella consuetudine Tunisina (итал.) / Ministero delle Colonie[итал.]. — Roma: Casa editrice italiana, 1917. — 34 p. — (Direzione generale degli Affari civili e delle Opere pubbliche).
- Apologia dell'islamismo (итал.). — Roma: A. Formiggini, 1925. — 100 p.
  - An interpretation of Islam (англ.). — New Delhi: Goodword Books Pyt. Ltd, 2004. — 87 p.
- Grammatica teorico-pratica della lingua araba :  [итал.] : in 2 vol.. — Roma : Istituto per l'Oriente, 1937 & 1961. — Vol. I—II. — [8], 562 & 376 p. — OCLC 799755432.
- Grammatica elementare di arabo (итал.). — Roma: Pubblicazioni per l'Oriente, 1951. — 398 p.
- Storia degli Arabi (итал.). — Roma: Gherardo Casini Editore[итал.], 1956. — 351 p. — (Estratto de la Civiltà dell'oriente, vol. 1).
- L'lslâm da Maometto al secolo XVI (итал.). — Milano: Casa Editrice Dr. Francesco Vallardi[вд], 1963. — XIX, 135–595 p. — (Storia Universale, Vol. in, Pt. II).
- The Patriarchal and Umayyad caliphates :  [англ.] // The Central Islamic Lands from Pre-Islamic Times to the First World War :  [англ.] / Edited by P. M. Holt ; Ann K. S. Lambton ; Bernard Lewis. — Cambridge ; New York : Cambridge University Press, 1977. — P. 57—103. — XVIII, 750 p. — (The Cambridge History of Islam : in 2 vols. ; vol. 1A). — ISBN 978-1-139-05502-4. — doi:10.1017/CHOL9780521219464.005.